# Aretha (album 1961)
Aretha è un album della cantante soul statunitense Aretha Franklin, pubblicato nel febbraio del 1961, il primo della Columbia Records ed il primo di genere pop.

## Tracce
Lato A
1. Won't Be Long – 3:20 (John Leslie McFarland) – Registrato il 29 novembre 1960
2. Over the Rainbow – 2:40 (Harold Arlen, E.Y. Harburg) – Registrato il 1º agosto 1960
3. Love Is the Only Thing – 2:43 (John Leslie McFarland) – Registrato il 1º agosto 1960
4. Sweet Lover – 3:22 (Sidney Wyche, John Leslie McFarland) – Registrato il 29 novembre 1960
5. All Night Long – 3:05 (Curtis Lewis) – Registrato il 17 novembre 1960
6. Who Needs You? – 2:49 (Jeanne Burns, Billie Holiday) – Registrato il 10 gennaio 1961

Durata totale: 17:59
Lato B
1. Right Now – 2:22 (John Leslie McFarland) – Registrato il 1º agosto 1960
2. Are You Sure? – 2:39 (Meredith Wilson) – Registrato il 10 gennaio 1961
3. Maybe I'm a Fool – 3:16 (John Leslie McFarland) – Registrato il 10 gennaio 1961
4. It Ain't Necessarily So – 3:07 (Ira Gershwin, George Gershwin) – Registrato il 19 dicembre 1960
5. By Myself – 2:39 (John Leslie McFarland, Joe Bailey) – Registrato il 17 novembre 1960
6. Today I Sing the Blues – 2:46 (Curtis Lewis, Curley Hamner) – Registrato il 1º agosto 1960

Durata totale: 16:49

## Musicisti
Won't Be Long / Sweet Lover
- Aretha Franklin - voce
- Aretha Franklin - pianoforte (brano: Won't Be Long)
- Ray Bryant - pianoforte
- Bill Lee - contrabbasso
- Belton Evans - batteria

Over the Rainbow / Love Is the Only Thing / Right Now / Today I Sing the Blues
- Aretha Franklin - voce
- Ray Bryant - pianoforte
- Skeeter Best - chitarra (solo nel brano: Right Now)
- Lord Westbrook - chitarra (brani: Over the Rainbow, Love Is the Only Thing e Today I Sing the Blues)
- Tyree Glenn - trombone
- Bill Lee - contrabbasso
- Osie Johnson - batteria

All Night Long / By Myself
- Aretha Franklin - voce
- Ray Bryant - pianoforte
- Lord Westbrook - chitarra
- Al Sears - sassofono tenore
- Quentin Jackson - trombone
- Bill Lee - contrabbasso
- Sticks Evans - batteria

Who Needs You? / Are You Sure? / Maybe I'm a Fool
- Aretha Franklin - voce, pianoforte
- Al Sears - sassofono tenore
- Lord Westbrook - chitarra
- Milt Hinton - contrabbasso
- Sticks Evans - batteria

It Ain't Necessarily So
- Aretha Franklin - voce
- Ray Bryant - pianoforte
- Warren Luckey - sassofono tenore
- Lord Westbrook - chitarra
- Bill Lee - contrabbasso
- Belton Evans - batteria[2]